# Национална награда Шевченко
Национална награда Шевченко (такође Шевченкова награда) је највиша државна награда Украјине за дела културе и уметности која се додељује од 1961. године. Име је добила по инспиратору украјинског националног препорода Тарасу Шевченку . То је једна од пет државних награда Украјине које се додељују за достигнућа у различитим областима.

## Историја
У мају 1961. Совјетски Савез је у великој мери одао почаст украјинском кобзару Тарасу Грихоровичу Шевченку.  Век од дана његове смрти постао је разлог за одржавање свечаних догађаја не само у Украјини, већ и широм Совјетског Савеза. 
Тако је Комунистичка партија Совјетског Савеза користила народну љубав према великом песнику са циљевима пропаганде за „успехе Лењинове националне политике“ (попут Декларације о правима народа Русије ), али је морала да узме у обзир национална осећања украјинског народа.  Таква атмосфера је допринела томе да је 20. маја 1961. Савет министара Украјинске ССР донео резолуцију „О оснивању годишње Шевченкове републичке награде“.  Истовремено је донета и Одредба о наградама и примерима почасти са дипломама за лауреате; такође је основан владин комитет на чијем је челу био Алексиј Корнијчук, који су заједно са партијским званичницима чинили истакнуте личности украјинске културе. Додељивана је истакнутим ствараоцима књижевности, уметности, музике, позоришта, кинематографије, архитектуре и др.
Први лауреати добили су Награду 9. марта 1962. године. Били су то Павло Тичина (скорашњи председник Врховне Раде ) и Олександар Хончар у књижевности и Платон Мајборода у музици.
Од 23. априла 1969. награда је преименована у Шевченкову државну награду Украјинске ССР. Наредбом председника Украјине #800/2000 од 22. јуна 2000. награда је постала позната као Национална награда Шевченко.
Од 1962. до 2007. године награду је добило 566 људи и осам колективних ансамбала.
| 1962. године | 2.5 |
| 2008         | 130 |
| 2009         | 160 |
| 2010         | 170 |
| 2014         | 260 |

Национална награда се додељује сваке године наредбом председника Украјине . Постоји до пет награда у следећим номинацијама:
- Књижевност (фикција или уметничка литература)
- Књижевност (нефикција или документарна и научно критичка литература)
- Новинарство и наративно новинарство
- Извођачке уметности (позоришне, музичке, друге)
- Друге уметности (народне и визуелне)

Бира се посебна комисија која организује скуп у три фазе. Када се одлучи, имена кандидата се прослеђују Државном комитету за награде и хералдику који их подноси председнику.
Награђене исплаћује Комисија у износу који годишње утврђује председник. Новчана награда Награде за 2009. годину износила је 160.000 ₴ за сваку награду.  Поређења ради, у 2008. новчана награда износила је 130.000 ₴, што је било еквивалентно 25.000$+. Прва награда 1962. додељена је заједно са 2.500 совјетских рубаља . Новчана додела Награде у 2010. години потврђена је на 130.000 ₴, што је за 40.000 мање него прошле године (што значи да је била 170.000 ₴ ). Портпарол Партије региона Хана Херман прокоментарисала је да су средства додељена само оној која се већ налазила у Шевченковом фонду . Шевченко је живео скромно, живео у невољи, а да би га откупила од кметства руска интелигенција је прикупила 2.500 рубаља – додала је она. 

### Посебни услови
Радове који траже Националну награду представљају Министарство културе и туризма Украјине, Украјинска национална академија наука, Украјинска академија уметности, украјински уметнички савези и украјинска литерарна и уметничка критичка удружења. Може се доделити грађанима Украјине као и странцима.
Књижевна и уметничка дела која су доспела у трећу фазу могу бити номинована по други пут, али не више од два пута. Посебна комисија прихвата све радове за Националну награду почев од наредне године од 1. августа до 1. новембра текуће године. Колективни аутори представљеног дела не могу бити већи од три особе, а највише пет за колектив извођача. Међу лауреате не могу се уврстити учесници који су обављали било коју административну, организациону или саветодавну функцију. Национална награда се аутору или извођачу додељује само једном у животу.